# 달구벌 만평
《달구벌 만평》은 대구MBC 표준FM(대구, 경북권 FM 96.5㎒, 김천 FM 98.7㎒, 와룡산 FM 100.3㎒)에서 평일 아침 8시 30분부터 아침 8시 35분까지 방송하는 대구·경북 지역의 최장수 라디오 시사만평 프로그램이다.

## 진행
- 홍문종

## 역대 방송시간
| 방송 채널      | 방송 기간                          | 방송 시간                                                     |
| -------------- | ---------------------------------- | ------------------------------------------------------------- |
| 대구MBC 표준FM | 1967년 4월 10일 ~ 1971년           | 매일 낮 12:20 ~ 낮 12:25                                      |
| 대구MBC 표준FM | 1971년 ~ 1980년 11월 30일          | 매일 아침 7:55 ~ 아침 8:00                                    |
| 대구MBC 표준FM | 1980년 12월 1일 ~ 2003년 4월 13일  | 월~토요일 아침 8:30 ~ 아침 8:35, 일요일 아침 8:10 ~ 아침 8:15 |
| 대구MBC 표준FM | 2003년 10월 20일 ~ 2004년 4월 25일 | 월~토요일 아침 8:30 ~ 아침 8:35, 일요일 아침 8:10 ~ 아침 8:15 |
| 대구MBC 표준FM | 2003년 4월 14일 ~ 2003년 10월 18일 | 월~토요일 아침 8:30 ~ 아침 8:35                               |
| 대구MBC 표준FM | 2004년 4월 26일 ~ 2010년 4월 24일  | 월~토요일 아침 8:30 ~ 아침 8:35                               |
| 대구MBC 표준FM | 2010년 4월 26일 ~ 2010년 10월 16일 | 평일 아침 8:30 ~ 아침 8:35, 토요일 아침 8:10 ~ 아침 8:15      |
| 대구MBC 표준FM | 2010년 10월 18일 ~ 현재            | 평일 아침 8:30 ~ 아침 8:35                                    |

## 같이 보기
- 대구문화방송
- MBC 표준FM
- 이진우의 손에 잡히는 경제